# Gröna Mad

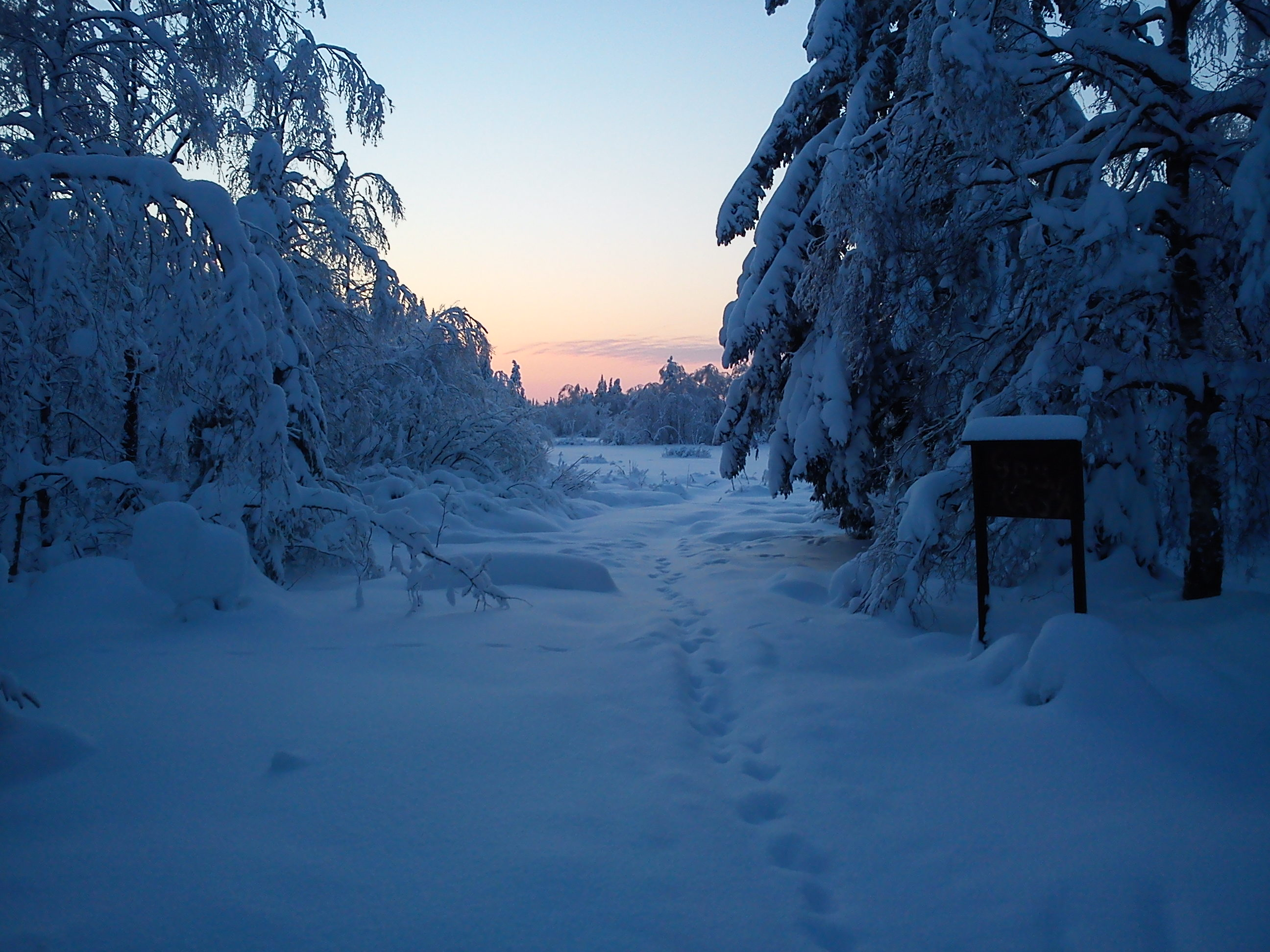
Under gynnsamma vintrar går det ett skidspår över Gröna mads mossmarker. Fotot taget i åt sydväst december 2010.

Gröna Mad är ett naturreservat på Mösseberg i Falköpings kommun i Västergötland.
Reservatet är skyddat sedan 1992 och omfattar 82 hektar. Tidigare omfattades Gröna mad av ett kommunalt områdesskydd. Det är beläget väster om Falköping på Mössebergs platå. Det gränsar i söder till Bestorps naturreservat.
Berggrunden består inom hela reservatet av diabas. Jordlagren består av antingen ett tunt, ibland kalkrikt, moräntäcke eller av torvlager. 
Området är ett skogs- och våtmarkskomplex som karaktäriseras av orördhet. Skogen består mest av en barr- och lövskogsblandad naturskog. Stora delar är försumpade. Björk och gran dominerar men det förekommer även tall, sälg och asp.
Myrmarkerna utgörs främst av Gröna Mad men även av ett antal mindre kärrpartier. Gröna Mad är ett medelrikkärr som i sig har  botaniska värden.
Det är ett kommunalt naturreservat och förvaltas av Falköpings kommun.
Området ingår i EU:s ekologiska nätverk av skyddade områden, Natura 2000.

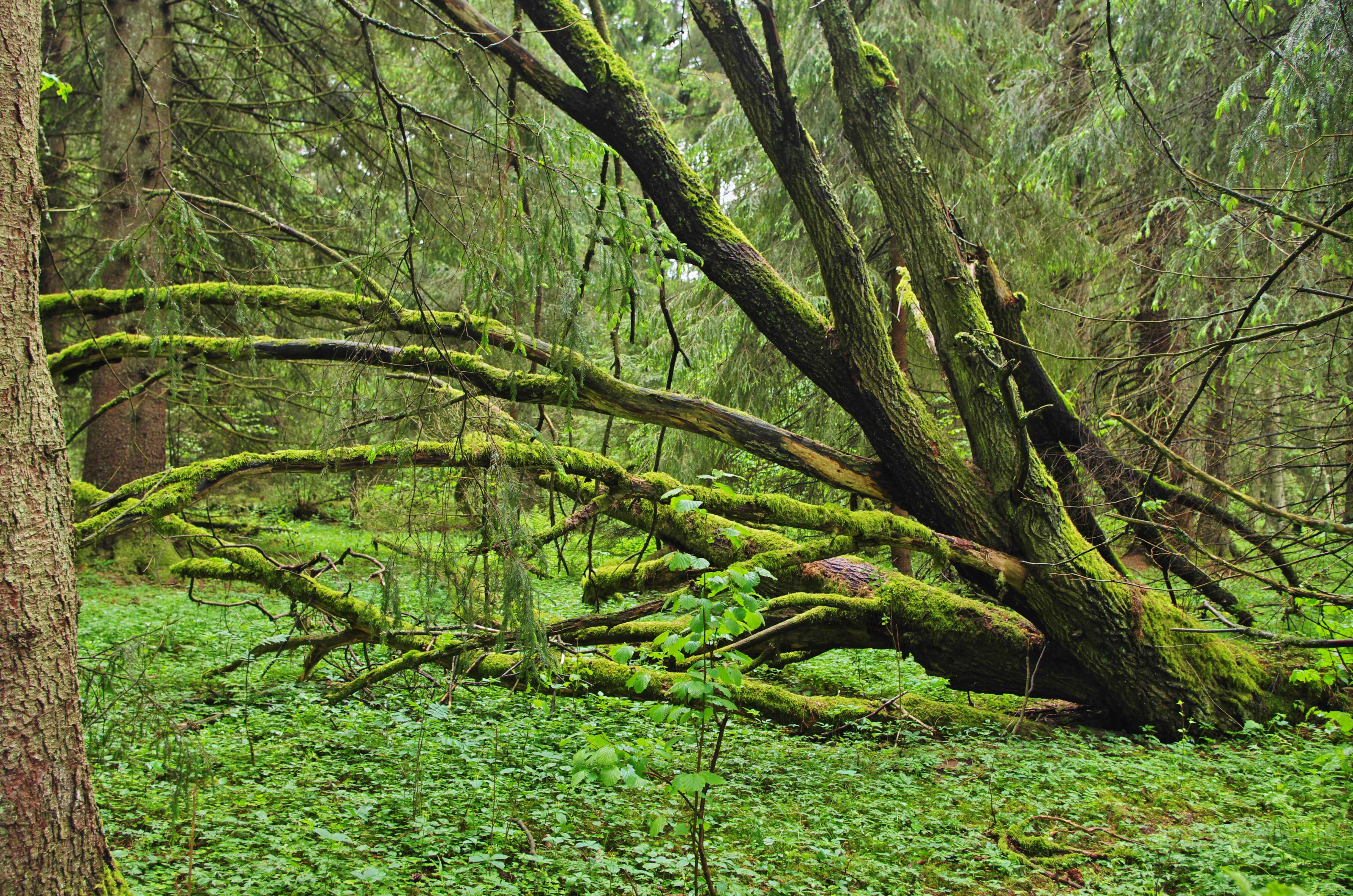
Norra delen av Gröna mad är bevuxen med blandskog med mycket död ved.
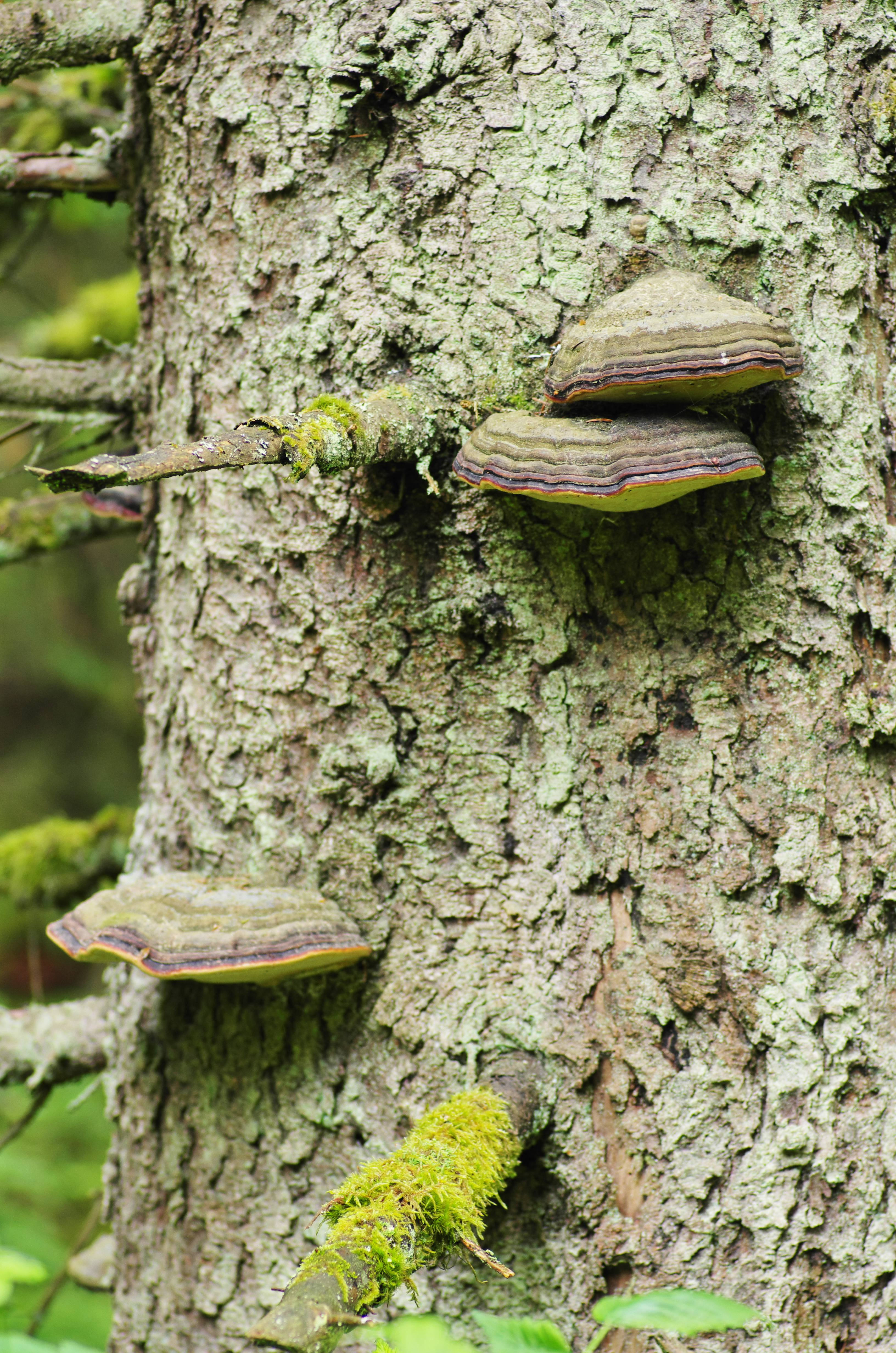
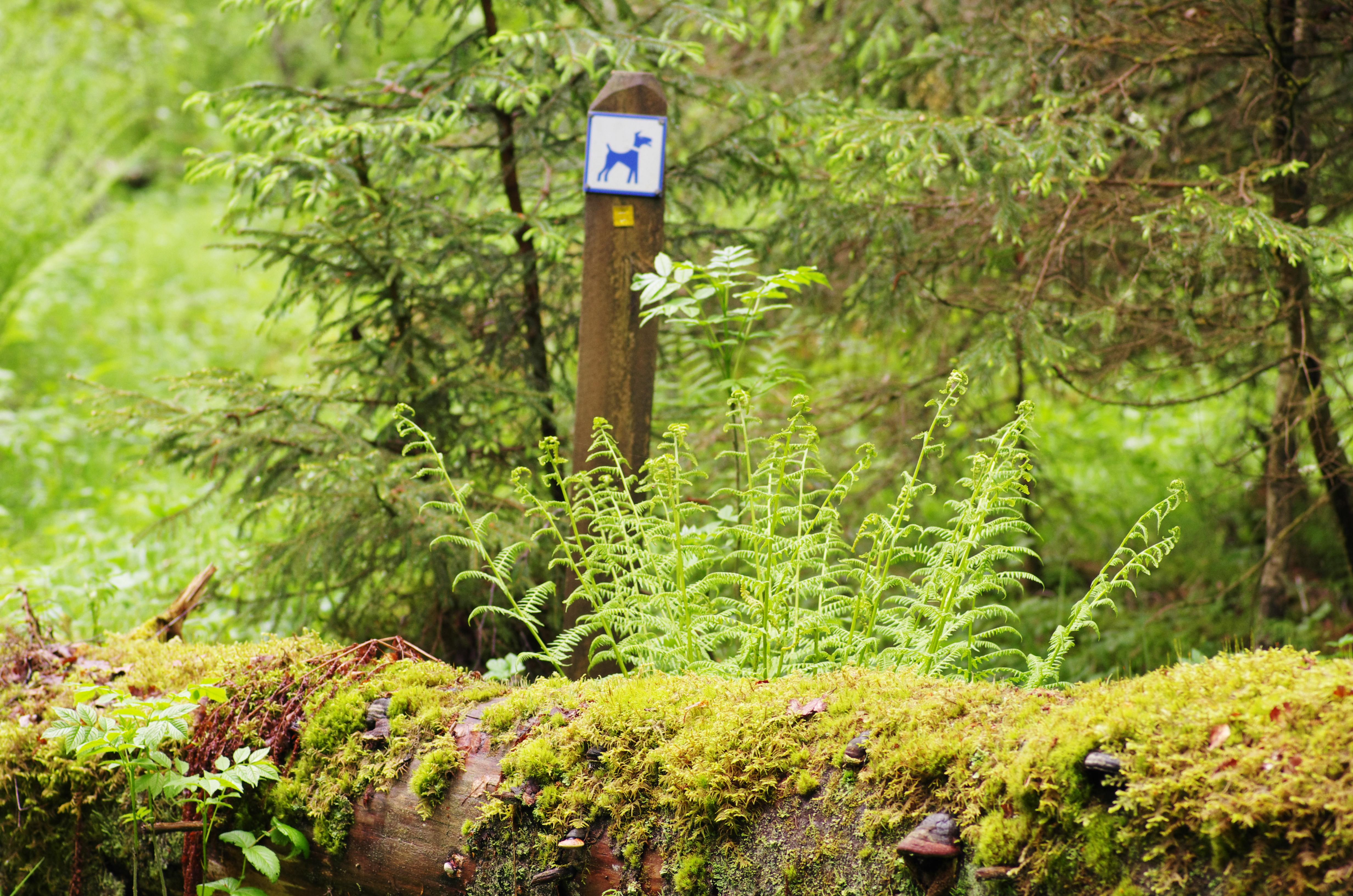
Genom Gröna mad går det 15 km långa Hundspåret.